# Data-architectuur
De data-architectuur is een onderdeel van de enterprisearchitectuur en geeft een overzicht van de aanwezige en benodigde gegevens in een organisatie. 
De data-architectuur wordt bepaald door middel van analyse van de informatiebehoeften van een organisatie en wordt weergegeven met behulp van diverse modellen en technieken. Bij het beschrijven van de data-architectuur worden bijvoorbeeld de volgende middelen gebruikt:
- Overzicht van databases en hun beheer, te denken is aan een datawarehouse
- Data-definities, beschrijving van de data
- Datamodel, logisch en fysiek
- Data flow diagrammen

Verschillende gezichtspunten zijn mogelijk in de data-architectuur: conceptueel, logisch en fysiek, waarbij het fysieke niveau de daadwerkelijke implementatie beschrijft, in bijvoorbeeld databases.
Voor het gegevensbeheer binnen een organisatie zijn ook van belang de
- Applicatie-architectuur en de
- Informatie-architectuur.